# Brouwerij De Leeuw (Aartrijke)

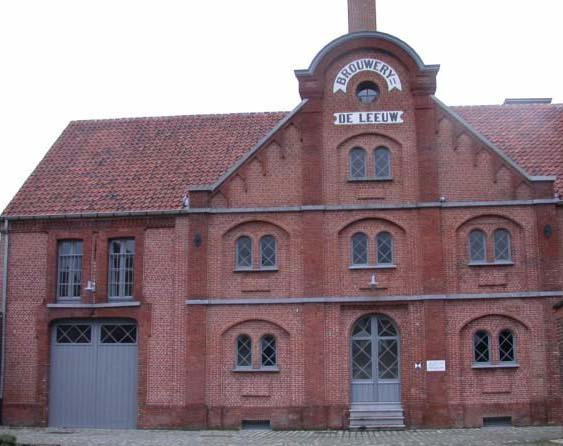
Brouwerij De Leeuw.

Brouwerij De Leeuw is een voormalige brouwerij uit het West-Vlaamse Aartrijke (Zedelgem), en was actief  tussen 1854 en 1916.

## Drie families
De brouwerij werd opgestart in 1854 door de Aartrijkse koster Louis Vandewalle langs de Eernegemsestraat. In 1871 werd de nog bestaande brouwerij aan de Engelstraat gebouwd en werd de brouwer opgevolgd door Henri Nevejan. Uiteindelijk nam Henri en zoon Evarist Depuydt de roerstok over.

## Oorlog
De Eerste Wereldoorlog betekende het einde van de activiteiten, temeer daar het koper door de Duitse bezetter werd geplunderd. De brouwerij werd een drankdepot en de familie Depuydt werd aandeelhouder van de Brouwerij Du Lac uit Brugge.
Deze laatste was opgezet door een aantal zelfstandige brouwers als concurrent van de grootste Brugse Brouwerij Aigle Belgica. Dit alles kaderde ook in de opgang in Europa van de lage gistingsbieren en de productie van de pils, door de krachten te bundelen konden de kleinere brouwerijen zich beteren wapenen tegen grotere broers.

## Ontmoetingsplaats
Het brouwerijgebouw werd door de gemeente Zedelgem aangekocht en na grondige restauratie werd het in 2006 in gebruik genomen. Het doet nu dienst als lokaal erfgoedhuis, administratief centrum, culturele ontmoetingsplaats en gemeentelijk archief.